# Сантос, Рафаэл Алвес дос
Рафаэ́л А́лвес дос Са́нтос (порт.-браз. Rafael Alves dos Santos; 10 ноября 1984, Жаботикабал, Бразилия) — бразильский футболист, центральный защитник.

## Карьера
Рафаэл Сантос начал свою карьеру в клубе «Понте-Прета», в котором он выступал сначала за молодёжный, а затем и за основной состав, проведя 72 матча и забив 5 голов. 1 октября 2006 года Рафаэл Сантос перешёл в клуб «Интернасьонал», за который провёл 7 месяцев. 29 мая 2007 года Рафаэл Сантос перешёл в «Атлетико Паранаэнсе». 6 февраля 2008 года Рафаэл Сантос был отдан в аренду в клуб «Витория», с которым стал чемпионом штата Баия, а в чемпионате Бразилии провёл за клуб 8 матчей.
5 июня 2008 года Рафаэл Сантос вернулся в «Атлетико Паранаэнсе», а уже 4 августа он был арендован итальянским клубом «Болонья» за 2,5 млн евро.
В июне 2012 года подписал контракт с киевским «Арсеналом», по схеме «2+1». В команде он взял 6 номер.

## Достижения
- Чемпион штата Баия: 2008